# فرودگاه پارک لینکولن
فرودگاه پارک لینکولن (به انگلیسی: Lincoln Park Airport) یک فرودگاه همگانی است که یک باند فرود آسفالت دارد و طول باند آن ۸۹۷ متر است. این فرودگاه در کشور ایالات متحده آمریکا قرار دارد و در ارتفاع ۵۵٫۵ متری از سطح دریا واقع شده است.